# 88º Campeonato Brasileiro Absoluto de Xadrez
O 88º Campeonato Brasileiro Absoluto de Xadrez foi uma competição de xadrez organizada pela CBX. A final foi disputada na cidade de Recife, Pernambuco, entre os dias 15 e 23 de dezembro de 2022.. O Campeão foi o GM Alexander Fier. 